# Erwin et les Elfes d'Argent
 (mai 2013).
Erwin et les Elfes d'Argent est une suite romanesque de heroic fantasy, écrite par Clémence Lewden, sous le pseudonyme de Yong K. Ils content les aventures d'un jeune garçon Erwin Ga'huis et son amie Elena Bra’jihye dans un monde à l'époque où apparu le tout premier dragon : Pyhrus, qui sera le fidèle compagnon d'Erwin. L'intrigue principale emmène les jeunes aventuriers pour protéger un monde perdu sur les traces des elfes d'argent, ancienne race mythique disparue des siècles avant leur ère.

## Résumé
L’histoire se déroule dans un monde où la magie n’est que connu dans les contes. Le tome 1 : La Porte de Feu raconte l’histoire de quatre héros : Erwin, jeune de quinze ans, va se retrouver bien malgré lui propulser dans une aventure aux confins des frontières de son monde vers une réalité oubliée. Protecteur de la mystérieuse clé de la porte de feu, il va devoir affronter les forces menaçant son monde et celui qu’il vient de découvrir. Il sera aidé dans sa quête par son amie, Elena, ainsi que par deux créatures légendaires : Lyra et Pyhrus. Le monde qu’ils découvriront sera rempli de races toutes plus fabuleuses les unes que les autres, mais aussi hostiles et menaçantes

## Personnages
Dans le début de la saga, quatre personnages principaux partagent l’intrigue : Erwin Gah’ui, Elena Brav’jivi mais également leurs deux compagnons mythiques, à savoir Lyra ainsi que Pyhrus, dragon dont la race n’existait pas et n’était pas encore connue. Au fil des pages ce dragon se révèlera être le premier de son espèce. Le mystère de sa naissance reste entier dans le premier tome
- Erwin Ga’huis : jeune garçon de 15 ans vivant dans la ville de Aeropy. Dessinateur hors pair, mais aussi rêveur, il a une personnalité complexe. À la fois aventureux et prudent, il aime percer les mystères qui l’entourent.

- Elena Bra’jihye : voisine d’Erwin dans leur village natal, elle le rejoindra dans son aventure après la rencontre avec Lyra. C’est une fille courageuse, fonctionnant surtout à l’instinct avec un côté garçon manqué, allant avec son goût pour les découvertes et l’inconnu.

- Lyra : mi pégase, mi licorne, cet animal légendaire au pelage blanc immaculé, possède des ailes permettant au groupe de se déplacer rapidement en plus de Pyhrus. Le pic, ou corne, de quelque centimètre à peine présent sur son front lui vaudra d’être nommée licorne ailée par le jeune Erwin. Tout comme le dragon, son origine reste floue, bien que Lyra possède, elle, des souvenirs de sa patrie avant de rencontrer les jeunes.

- Pyhrus : Premier dragon apparu après que le jeune Erwin eut dessiné un œuf sorti tout droit de son imagination. Durant le tome 1 de la saga, le dragon reste une espèce inconnue, les 4 amis chercheront ses origines par delà les frontières de leur monde.